# 아사리촌 (홋카이도)
아사리촌(일본어: 朝里村)은 일본 홋카이도 오타루군에 설치되었던 촌이다. 현재의 오타루시에 해당한다.